# 伊斯蘭議會
伊斯蘭議會（波斯語：مجلس شورای اسلامی）是伊朗的國家立法機關，共有290席，現任議長是穆罕默德·巴吉尔·卡利巴夫。回顧議會的歷史，它被形容為由「顯赫人物的議院」演變至巴列維王朝的「沙阿官吏的會議」，再到伊斯蘭共和國時期「中產階級」主導的機構。

## 歷史

### 前身

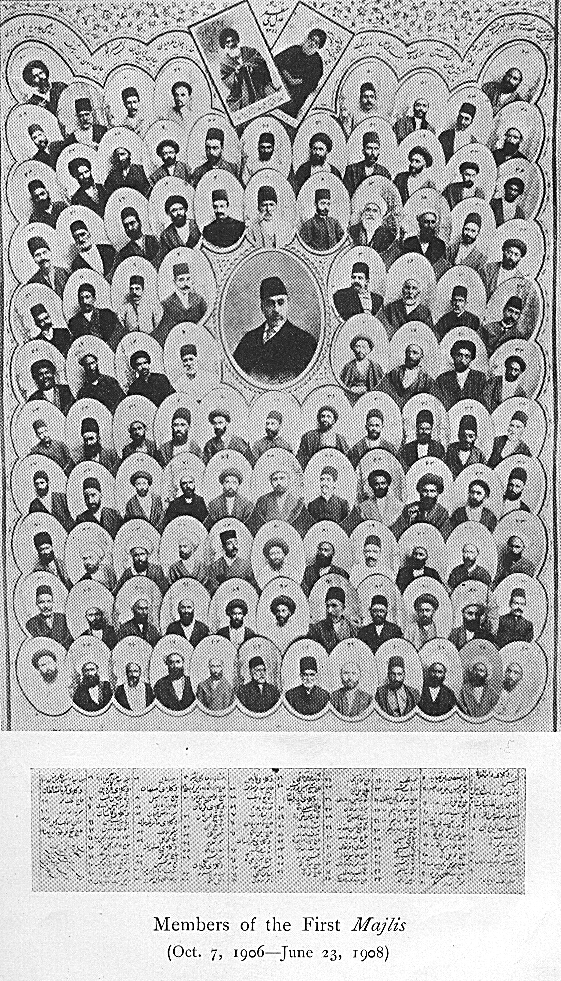
第一屆國民會議議員（1906年至1908年間在任）

在伊朗伊斯蘭革命之前，1906年立宪革命后成立的馬吉里（Majlis，國民會議）是1906年至1979年伊朗立法機關下議院的名稱。虽然立宪革命确立了兩院制的政治体制，但是上議院則直到1949年的制宪会议选举后成立參議院，才正式成为国家的立法机构之一。
1906年波斯憲法設立了議會，並在1906年11月6日首次召集。議會在穆罕默德-禮薩·巴列維的統治下得到更大的權力。巴列維王朝通過的重要法案包括石油國有化法案（1951年3月15日）及給予婦女更多基本權利（如離婚後撫養兒童的權利）的家庭保護法（1967年）。
1963年，作為沙阿領導的「白色革命」改革的一部分，婦女亦有權在議會選舉當中投票或參選。改革被什葉派宗教領袖魯霍拉·穆薩維·霍梅尼在內的保守派視為危險及西方化，導致1963年6月5日發生了暴亂，霍梅尼被流放到伊拉克。第21屆議會在1963年10月6日召開，出現了女性議員。

### 伊斯蘭議會
1979年伊朗伊斯蘭革命爆發後，參議院被廢除，伊朗的立法機關變成一院制。在1989年修訂的憲法裡，國民會議正式改為伊斯蘭議會。
革命後，六人相繼出任伊斯蘭議會議長。阿克巴爾·哈什米·拉夫桑賈尼率先擔任議長（1980年－1989年)，接著分別是邁赫迪·卡魯比（1989年—1992年）、阿里·阿克巴爾·納提格-努里（1992年—2000年）、邁赫迪·卡魯比（2000年—2004年）、戈拉姆-阿里·哈達德-阿德爾（2004年—2008年）及阿里·拉里賈尼（2008—2020年），而穆罕默德·巴吉尔·卡利巴夫則在2020年開始出任議長。
2000年2月18日開始，議會席次由270席增加至290席
伊朗夏令时间（UTC+04:30）2017年6月7日上午，四名袭击者身着女装，携带AK-47步枪等武器，化装成访民进入伊朗议会大厦，并发动袭击。随后袭击者与担任议会大厦安保工作的伊斯兰革命卫队士兵交火，造成多人死伤。袭击者全部身亡。這兩起攻擊大約在同一時間發生，似乎得到了協調。

## 議員
目前伊朗議會有290個議席，當中五席代表非穆斯林的少數宗教族群（必須分猶太人及基督徒），全部由民選產生，並且通常當選為期四年。。
議會可以透過向內閣成員投不信任票來罷免內閣部長，又可以彈劾伊朗總統失職。雖然大部分的新法律都是由行政部門提出，議會的個人代表也可以提出法規，他們也可以提請修改法案，以供議會討論。除此之外，議會也會草擬法案、批准國際條約及批核國家預算。
議會候選人要得到憲法監護委員會的准許後才可就任，議會通過的法案也要得到憲法监护委員會的批准。議會候選人必須以書面宣誓他們會遵守伊朗憲法。

## 選區
285席地方直選席次從196個大小選區直選而來，其中有10個選區應選人數達3個以上。並且涵蓋伊朗368個縣，每一個縣有一個或多個選區。
分別為
- 德黑蘭、雷伊、賽米蘭和埃斯蘭夏爾（30席）
- 大不里士、奧斯庫、阿扎爾沙哈爾（6席）
- 馬什哈德和卡拉特（5席）
- 伊斯法罕（5席）
- 設拉子（4席）
- 阿瓦士、巴維、哈米迪耶和Karoun（3席）
- 阿爾達比勒、Nir、Namin和Sareyn（3席）
- 克爾曼沙赫（3席）
- 庫姆（3席）
- 烏爾米耶（3席）

另有五個少數宗教席位，其中亞美尼亞人兩席（劃分為南北二個選區），亞述人、猶太人和瑣羅亞斯德教徒各一席。

## 議會大廈
自1979年開始，議會在以往伊朗參議院舉行會議的地點召開會議。新的議會大廈在德黑蘭中部的巴哈雷斯坦廣場，鄰近1906年至1979年使用的舊議會大廈。經過多次討論後，議會的遷移在2004年得到通過。2004年11月16日，議會首次在新議會大廈召開。
100伊朗里亞爾紙幣的背面印上了舊議會大廈。

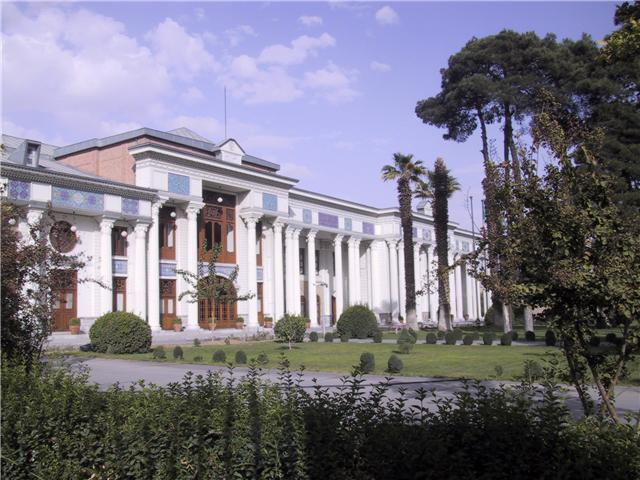
第一代建築 旧议会大厦 （1906年—1979年）
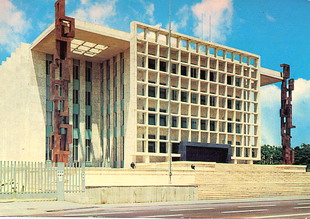
第二代建築
参议院大厦（波斯語：کاخ سنا）[a]
（1980年—2004年）
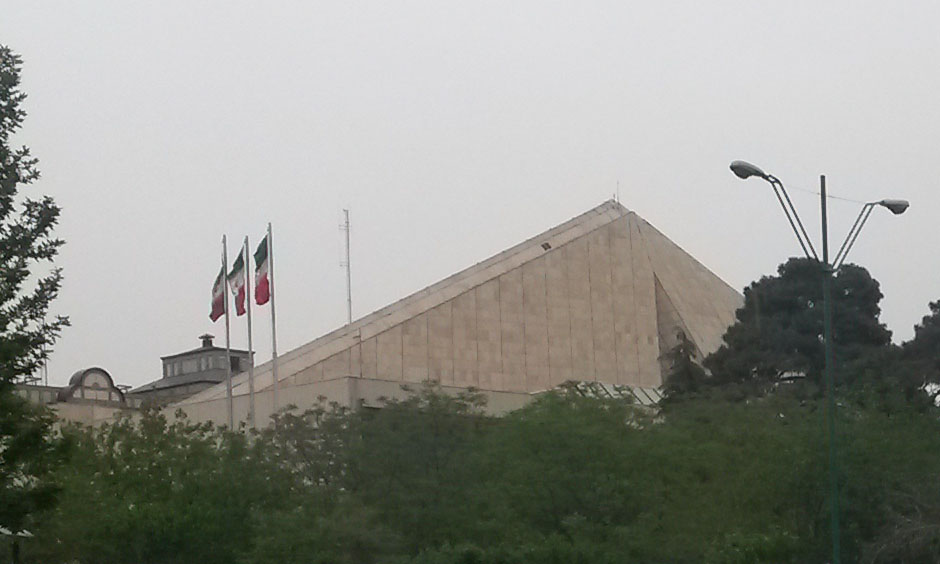
第三代建築 伊斯兰议会大厦（波斯語：ساختمان مجلس شورای اسلامی） （2004年至今）